# Заблуда (уговорно право)
Заблуда је погрешна представа о некој чињеници, она представља погрешно уверење да нека чињеница постоји или не постоји, а у стварности је супротно. Примањена на област уговорног права заблуда је нетачна представа о правним чињеницама релевантним за пуноважност уговора.
Појам заблуде не подразумева никакво ангажовање једне стране уговорнице да се у свести друге створи нетачна представа о неким релевантним чињеницама. Уколико пак постоји поступак сауговарача који је усмерен да изазове погрешну представу код друге стране тада се ради о превари.

## Врсте заблуда
- Заблуда о природи уговора – један сауговорник верује да је у питању уговор о продаји а други да је у питању уговор о закупу.
- Заблуда о личности – када један уговорник има погрешну представу о идентитету другог сауговорника
- Заблуда о предмету уговора – односи се на идентитет ствари која је предмет уговора.
- Заблуда о супстанци – заблуда о материји од које је ствар сачињена или о њеним особинама нпр. ако неко верује да купује антиквитет.
- Заблуда о мотиву – када неко лице стекне погрешну представу у погледу чињеница која га је определила за закључење уговора.
- Заблуда о каузи уговора – када једно лице закључи уговор услед погрешне представе о постојању каузе неког уговора
- Заблуда о праву или заблуда о чињеницама – нпр. кад једно лице закључи с другим уговор не знајући да се пословна способност стиче с 18 година (заблуда о праву) а ако лице закључи уоговр с другим не знајући да је то конкретно лице млађе од 18 година (заблуда о чињеницама).
- Заблуда због нетачног преноса воље - постоји када неко трећи погрешно пренесе садржину воље неког лица другоме.
- Заблуда о рачунском податку – када се приликом писмене редакције уговора начини грешка (преписивање бројева или замена речи купац продавац).

## Метод регулисања
- Казуистичком методом – где се у самом закону наводе оне заблуде које су битне, прави се њихова листа.
- Законодавства која на уопштен начин формулишу заблуду а суду остављају да је у конкретном случају испуне садржином.

ЗОО наводи најтипичније врсте заблуда које се могу сматрати битним али уз једну уопштену формулу која допушта да се и друге заблуде у конкретном случају квалификују као битне.
Битна заблуда:
ЗОО под битним заблудама сматра заблуду о битним својствима предмета, заблуду о личности уколико је у питању уговор закључен с обзиром на лична својства уговорника, или о околностима које се по обичајима у промету или по намери странака сматрају одлучним, а страна која је у заблуди иначе не би закључила такав уговор.
Код заблуде о битним својствима предмета прво је примењивано објективно схватање – сматрало се да се она односи на материјал од којег је ствар направљена, а затим је ово схватање проширено и на својство ствари тј. њене особине и квалитет.
Данашње схватање заблуде о битним својствима ствари посматра се са субјективног аспекта – да ли за лице одређено својство ствари било одлучујући разлог за закључење уговора у конкретном случају.
Заблуда о битним својствима ствари је важно разграничити од скривених мана које ствар може имати. Одговорност за мане ствари има за циљ да обезбеди имовински равнотежу која мора постојати код теретних уговора док се питање заблуде може поставити у било ком уговору – како теретном тако и доброчином.
Код одговорности за скривене недостатке ствари се по правилу захтева да је недостатак скривен а код заблуде о супстанци то није одлучујуће. Насупрот, код заблуде о супстанци се по правилу очекује да је одређено својство ствари било одлучно за закључење уговора а код одговорности за скривене недостатке ствари то није битно.
Код заблуде о битном својству ствари се може тражити поништај (осим ако при закључењу уговора страна није поступала с пажном која се у правном промету захтева) а код одговорности за скривене мане ствари се може тражити раскид уговора или снижење цене сразмерно мањој вредности ствари или отклањање мана.
Заблуда о личности се као проблем може поставити само код уговора intuitu personae. То је заблуда о физичкој личности или заблуда о својствима личности. Уколико је уговор био закључен без обзира на својства лица заблуда о физичкој личности није од значаја.
Заблуда је битна и када се односи на неке околности које се према намери странака или према обичају промета сматрају одлучним за закључење уговора, али увек под претпоставком да страна која је у заблуди не би уговор ни закључила да је знала за право стање ствари.
У случају да услед заблуде дође до поништаја уговора, друга савесна страна има право да тражи накнаду штете иако страна која је у заблуди за њу није крива (негативни уговорни интерес). Страна која је у заблуди не може се на њу позвати уколико је друга страна спремна да изврши уговор као да заблуде није ни било.
Неспоразум:
Када пак, постоји неспоразум страна о природи уговора, основу уговора или предмету обавезе, баш с обзиром на неспоразум, сматра се да уговор и не настаје.
У присуству заблуде о природи уговора или о основу или о предмету обавезе, лице је овлашћено да се суду обрати тужбом за утврђење и да тражи од суда констатацију да такав уговор није ни настао.
Заблуда о побуди која је била одлучна за предузимање обавезе (побуда међу странкама има карактер услова) је битна код уговора без накнаде.
Заблуда лица преко кога је страна изјавила вољу сматра се као заблуда у властитом изјављивању воље. Наравно, може се отворити питање накнаде штете од лица које је преносило изјаву (најчешће је у питању заступник). 

## Заблуда у међународном праву
У међународном праву заблуда представља релативни основ ништавости. Случајеви заблуде у међународном праву су ретки, и углавном се своде на заблуде у погледу географских карата. Реткост заблуде у поступку склапања међународних уговора се објашњава двама моментима:а)околношћу да су државе стручно и интелектуално опремљеније од уговорница у приватно правним уговорима, б)сложеношћу самог поступка уговарања који своди на минимум могућност да заблуда промакне непажњи уговорница.
Државе се по Конвенцији о уговорном праву, може позвати на заблуду као основ ништавости уговора у 3 случаја:
1. Ако се заблуда односи на чињеницу или ситуацију за коју је та држава претпостављала да је постојала у моменту када је уговор закључен.
2. Да су та чињеница или ситуација представљале суштинску основу пристанка на обавезивање уговора, тј. да се заблуда односи на битну чињеницу за закључење уговора.
Изузетак од правила да се држава може позивати на заблуду је ситуација када је држава својим понашањем допринела заблуди.
Од заблуде о чињеници или ситуацији која се односи на уговор, треба разликовати заблуду у погледу редакције текста уговора, које не представљају основ ништавости већ само разлог да се приступи исправци текста уговора.